# Borassus aethiopum
Espèce
Classification APG III (2009)
Borassus aethiopum est une espèce de palmiers communément appelée Borasse d'Éthiopie. 

## Répartition
L'espèce est répandue dans une grande partie de l'Afrique tropicale allant du Sénégal vers l'Éthiopie à l'est et l'Afrique du Sud au sud. Bien que peu présent dans les zones forestières d'Afrique centrale et les régions désertiques comme le Sahara et la Namibie, ce palmier pousse en outre dans le Nord-ouest de Madagascar et aux Comores,.

## Taxonomie
Les synonymes sont :
- Borassus aethiopum var. bagamojense Becc.
- Borassus aethiopum var. senegalense Becc.
- Borassus deleb Becc.
- Borassus flabellifer L. var. aethiopum (Mart.) Warb.
- Borassus sambiranensis Jum. & H. Perrier

## Description

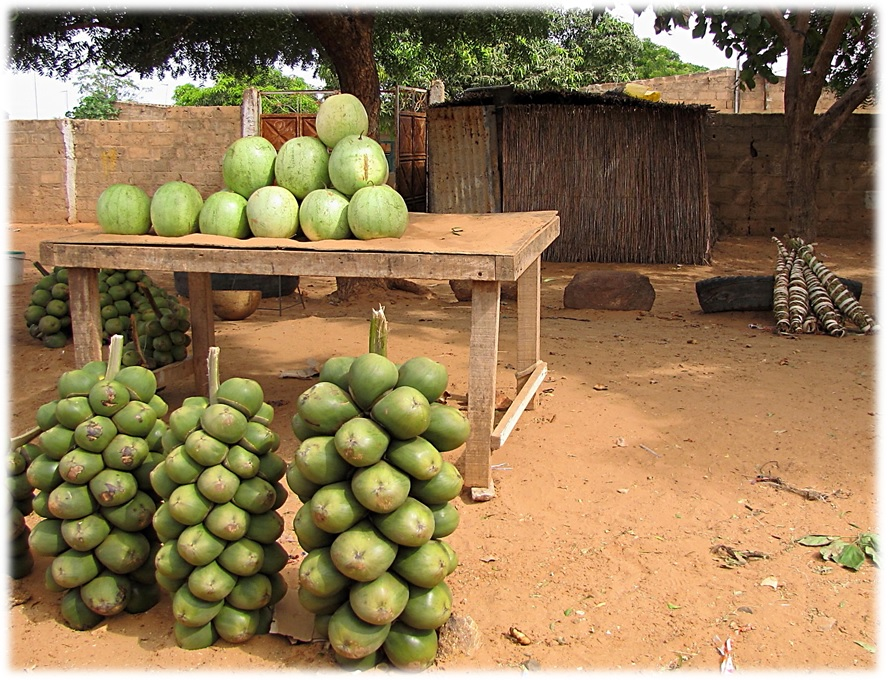
Noix de Borassus aethiopum

Borassus aethiopum est un palmier dioïque pouvant mesurer jusqu'à 30 mètres de hauteur et 1 mètre de diamètre à la base. Sa croissance est lente.
Les feuilles en forme d'éventail ont 3 mètres de large avec des pétioles de 2 mètres de long. Les marges sont dotées d'épines. Chez les plantes mâles, les petites fleurs sont largement dissimulées sous les écailles. Les plus grandes fleurs femelles atteignent 2 cm de large et produisent des fruits jaune brun.
Chaque fruit contient 1 à 3 graines, chacun enfermé dans un endocarpe ligneux.
La régénération naturelle est très affectée par les feux de brousse en zone de savane. L’espèce est multipliée en pépinière pour la création des espaces verts.

## Culture
La graine met environ un mois pour germer. Elle donne une longue racine qui s'enfonce profondément dans le sol tandis qu'une feuille sort de terre.
Le rônier est peu utilisé dans les reboisements. On lui préfère le Teck et le Gmelina dont l’installation coûte plus chère au départ mais dont les frais d'entretien sont réduits. D'autant que l’avenir du bois de rônier est limité alors que celui de ces essences est plus prometteur.

## Utilisations
L'arbre a de nombreux usages: les fruits sont comestibles et on peut en faire du vin de palme. On peut aussi consommer les racines tendres produites par la jeune plante.
Des fibres peuvent être obtenues à partir des feuilles pour fabriquer des nattes, paniers, éventails, chapeaux et autres objets en vannerie.
Le bois est réputé résistant aux termites et peut être utilisé comme composants d'échafaudage dans la construction.